# Wierum (Noardeast-Fryslân)
Wierum ist ein Dorf in der Gemeinde Noardeast-Fryslân in der niederländischen Provinz Friesland. Es befindet sich nördlich von Dokkum und hat 300 Einwohner (Stand: 1. Januar 2024).
Wierum liegt direkt am Meer und der Deich verläuft mit einer Meeresbucht direkt um das Dorf. Außerdem ist Wierum der Startpunkt für Wattwanderungen nach Engelsmanplaat.

## Geschichte

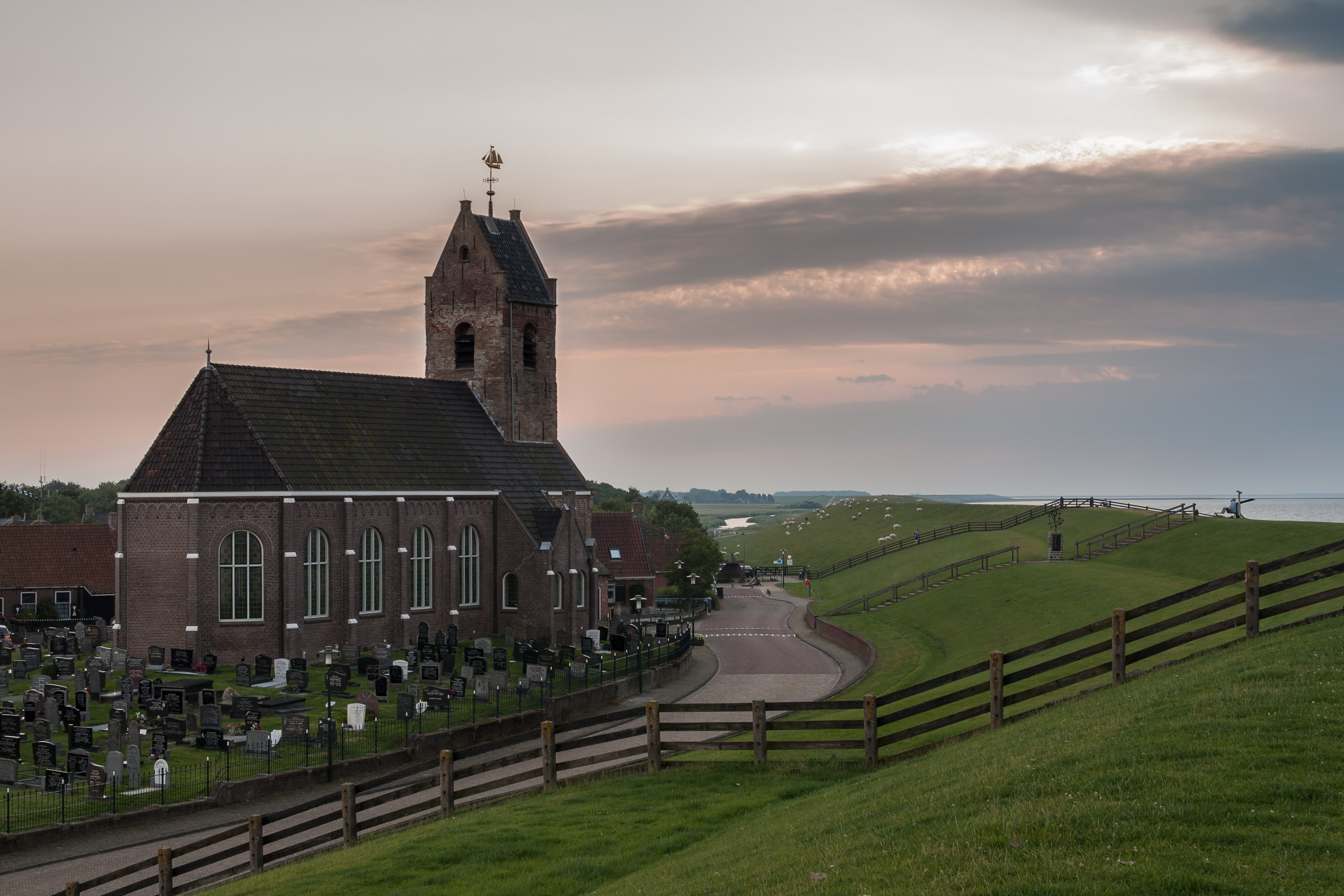
Die Marienkirche

Wierum ist auf einer Warft entstanden, auf dem Häuser und später die Dorfkirche gebaut wurden. Zuerst befand sich die Dorfkirche in der Dorfmitte. Doch nach einigen großen Überschwemmungen im Mittelalter und auch noch in den nachfolgenden Jahrhunderten sind große Teile der Kirche zerstört worden. Deshalb wurde die Kirche an den Deich verschoben.
Die Fischerei nahm in Wierum eine bedeutende Stellung ein, bis ein Großteil der Fischerboote in einem schweren Sturm 1893 zerstört wurde. Nur ein paar Fischerboote wurden nicht zerstört, weil sie durch den Sturm an den Strand von Ameland geworfen wurden. Das war ein großes Unglück für Wierum, da die Mehrheit der Einwohner Fischer waren und vom Fischfang lebten.
Um an das frühere Fischerleben zu erinnern, wurde 2004 mit dem originalgetreuen Bau eines Zweimasters, des Wierummer Aek, begonnen. Vor der Zerstörung der Fischerflotte war dieser Zweimaster das übliche Fischerboot in Wierum.

## Wierum in der Literatur
Ein bekanntes Zitat über Wierum spielt auf die Lage des Deiches um das Dorf an:
Dêr 't de dyk it lân omklammet, lyk in memme earm hjar bern.
(Da wo der Deich das Land umklammert wie ein Mutterarm ihr Kind.)

## Persönlichkeiten
- Meindert DeJong (* 4. März 1906; † 16. Juli 1991), niederländischer Kinderbuchautor